# OH My JULIET.
「OH My JULIET.」（オー マイ ジュリエット）は、LM.Cの3枚目のシングルである。2007年1月31日発売。

## 概要
- 前作から3ヶ月でのシングルである。
- Special Edition（LM.Cオリジナルウォッチ付）、初回限定盤、通常盤の3タイプに分けられている。

## 収録曲
全曲 作詞/作曲/編曲：LM.C
1. OH My JULIET.
  - 『RED GARDEN』エンディングテーマ
2. Haunted House make a Secret